# Neobuxbaumia tetetzo
Neobuxbaumia tetetzo là một loài thực vật có hoa trong họ Cactaceae. Loài này được (F.A.C.Weber ex K.Schum.) Backeb. mô tả khoa học đầu tiên năm 1938.